# Damian Chapa
Damian Robert Chapa (Dayton, Ohio, 29 de octubre de 1963) es un actor, director de cine y productor de cine estadounidense.
Estuvo casado brevemente con la actriz Natasha Henstridge desde 1995 a 1996.
Es conocido por sus papeles como Miklo en la película Blood in, Blood Out (Sangre por Sangre) de Taylor Hackford , ( película que se ha vuelto de culto entre la población Mexicana y chicana, cuyas frases se han vuelto parte del lenguaje popular de la juventud) y por su papel de Ken en la película de Street Fighter de Steven E. de Souza. Posteriormente, Chapa ha dirigido y producido, además de protagonizar, sus propias películas.

## Filmografía
| Año  | Título                               | Personaje              | Notas                                  |
| ---- | ------------------------------------ | ---------------------- | -------------------------------------- |
| 1992 | Under Siege                          | Tackman                |                                        |
| 1993 | Blood In, Blood Out                  | Miklo                  |                                        |
| 1994 | Menendez: A Killing in Beverly Hills | Lyle Menendez          |                                        |
| 1994 | Dead Connection                      | Detective Louis Donato |                                        |
| 1994 | Saints and Sinners                   | Pooch                  |                                        |
| 1994 | Street Fighter                       | Ken                    |                                        |
| 1997 | Midnight Blue                        | Martin                 |                                        |
| 1997 | Money Talks                          | Carmine                |                                        |
| 1998 | Kill You Twice                       |                        | Director                               |
| 1998 | Exposé                               | Jason Drake            |                                        |
| 1999 | Cypress Edge                         | Beau McCammon          |                                        |
| 1999 | Hitman's Run                         | Paolo Catania          |                                        |
| 1999 | Sometimes They Come Back... for More | Dr. Carl Schilling     |                                        |
| 2000 | The Lonely Life of Downey Hall       | Downey Hall            | También director                       |
| 2000 | Façade                               | Raul Belliard          |                                        |
| 2001 | U.S. Seals II                        | Ratliff                |                                        |
| 2002 | Are You a Serial Killer              | James                  | Cortometraje                           |
| 2002 | Bad Karma                            | Mr. Miller             | No acreditado                          |
| 2002 | The Calling                          | Predicador             | También director y productor           |
| 2003 | Betrayal                             | Tony                   |                                        |
| 2004 | Shade of Pale                        | Thomas                 | También director y productor           |
| 2004 | El padrino                           | Kilo                   | También director y productor           |
| 2005 | Man of Faith                         | Leroy Jenkins          |                                        |
| 2006 | I.R.A.: King of Nothing              | Bobby O'Brien          | También director y productor           |
| 2007 | Fuego                                | Fuego                  | También director                       |
| 2007 | Mexican American                     | Tony                   | Also director y productor              |
| 2008 | Mexican Gangster                     | Johnny Sun             | También director y productor           |
| 2008 | El Padrino II: Border Intrusion      | Kilo                   | También director                       |
| 2009 | Polanski Unauthorized                | Roman Polanski         | También director y productor           |
| 2009 | Bobby Fischer Live                   | Bobby Fischer          | También director y productor           |
| 2011 | Vatos Locos                          | Mickey Solice          | También director y productor           |
| 2011 | Brando Unauthorized                  | Marlon Brando          | También director y productor ejecutivo |
| 2014 | Love, Hate & Security                | Nick Angelo            | También director                       |